# Xian MA60
O Xian MA60 (新舟60, Xīnzhōu 60, "Modern Ark 60") é uma aeronave turboélice produzida pela fabricante chinesa Xi'an Aircraft Industrial Corporation. O MA60 é uma versão alongada do Xian Y7-200A, este baseado no Antonov An-24 para operar em condições limitadas e com pouco suporte de solo, tendo também capacidade de realizar decolagens e pousos curtos (STOL).
A aeronave recebeu seu certificado "tipo" pela Administração de Aviação Civil da China em Junho de 2000. A primeira aeronave foi entregue para a Sichuan Airlines em Agosto de 2000. O MA60 ainda não foi certificada pela Federal Aviation Administration.
Em Outubro de 2006, a XAC recebeu mais de 90 pedidos do MA60. A fábrica entregou 23 MA60s ao final de 2006, e espera entregar um adicional de 165 unidades ao fim de 2016.

## Variantes
- Xian MA60-100 : Peso Reduzido com Performance melhorada.[7]
- Xian MA60-MPA Fearless Albatross : Aeronave de Patrulha Marítima oferecida no Airshow China de 2002.[7]
- Xian MA40 : Capacidade reduzida para 40 assentos e oferecida para venda em 2002.[7]
- Xian MA60H-500 : Versão militar cargueira do MA-60, com rampa e porta traseira.[7]
- Xian MA600 : Versão superior do MA60. O primeiro protótipo foi finalizado em 29 de Junho de 2008.[7]

## Acidentes e Incidentes
- Em 11 de Janeiro de 2009, Zest Airways voo 865, um Xian MA60 com 22 passageiros e três tripulantes a bordo, varou a pista 06 quando pousava no Aeroporto Godofredo P. Ramos, saiu um pouco à esquerda quando tocou na pista após o impacto inicial e bateu em uma barreira de concreto, estragando consideravelmente seu nariz. O trem de pouso e as hélices também sofreram danos. Três pessoas foram feridas. Não houve fatalidades.[8]
- Em 25 de Junho de 2009, Zest Airways voo 863, um Xian MA60 com 54 passageiros e cinco tripulantes a bordo, varou a pista 06 quando pousava no Aeroporto Godofredo P. Ramos. Não houve fatalidades.[9]
- Em 3 de Novembro de 2009, um Xian MA60 UM-239 da Air Zimbabwe bateu em cinco javalis-africanos na decolagem no Aeroporto Internacional de Harare. A decolagem foi abortada com sucesso, mas a o trem de pouso cedeu, causando um dano substancial à aeronave.[10][11]
- Em 18 de Março de 2011, um Xian MA60 da TAM – Transporte Aéreo Militar (com registro Boliviano FAB-96) com 33 passageiros e tripulação a bordo, realizou um pouso de emergência com o trem de pouso do nariz não travado no aeroporto da cidade turística Amazônica de Rurrenabaque, chegando de La Paz. Não houve feridos.[12][13]
- Em 7 de Maio de 2011, Merpati Nusantara Airlines voo 8968, (com registro Indonésio PK-MZK) foi mar adentro, apenas 500 metros de distância da pista[14] em mau tempo com pouca visibilidade em aproximação visual no Aeroporto de Kaimana, Indonésia. Havia deixado o  Aeroporto de Sorong com 21 passageiros e seis tripulantes a bordo.[15] Todos os passageiros e tripulação morreram, sendo este o primeiro acidente fatal reportado do Xian MA60.
- Em 10 de Maio de 2015, a aeronave realizando o voo JR1529 da Joy Air (matrícula B3476), varou a pista após pousar no Aeroporto Internacional de Fuzhou Changle. Havia 45 passageiros e sete tripulantes a bordo. A empresa afirma que cinco passageiros foram levados ao hospital e sofreram lesões leves. Adiciona também que a causa do acidente ainda está sob investigações. Fotos nas redes sociais mostram a falha no trem de pouso da aeronave, com os motores no chão. Faltam hélices em ambos os motores. Foram enviados guindastes a fim de retirar a aeronave e levá-la a uma área gramada.[16]